# Mont Éléphant
Le mont Éléphant est une montagne en Estrie culminant à 650 m d'altitude, sur le territoire de la municipalité de Potton et dans la région de l'Estrie au Québec.